# Моноидальный функтор
В теории категорий моноидальные функторы — это функторы между моноидальными категориями, сохраняюющие моноидальную структуру, то есть умножение и тождественный элемент.

## Определение
Пусть {\displaystyle ({\mathcal {C}},\otimes ,I_{\mathcal {C}})} и {\displaystyle ({\mathcal {D}},\bullet ,I_{\mathcal {D}})} — моноидальные категории. Моноидальный функтор из {\displaystyle {\mathcal {C}}} в {\displaystyle {\mathcal {D}}} состоит из функтора {\displaystyle F:{\mathcal {C}}\to {\mathcal {D}}}, естественного преобразования
{\displaystyle \phi _{A,B}:FA\bullet FB\to F(A\otimes B)}
и морфизма
{\displaystyle \phi :I_{\mathcal {D}}\to FI_{\mathcal {C}}},
называемых структурными морфизмами, таких что для любых {\displaystyle A}, {\displaystyle B}, {\displaystyle C} в {\displaystyle {\mathcal {C}}} диаграммы
    и    
коммутативны в категории {\displaystyle {\mathcal {D}}}. Здесь используются стандартные обозначения {\displaystyle \alpha ,\rho ,\lambda } для моноидальной структуры категорий {\displaystyle {\mathcal {C}}} и {\displaystyle {\mathcal {D}}}.
Сильно моноидальный функтор — это моноидальный функтор, такой что структурные морфизмы {\displaystyle \phi _{A,B},\phi } обратимы.
Строго моноидальный функтор — это моноидальный функтор, структурные морфизмы которого тождественны.

## Пример
Забывающий функтор {\displaystyle U:(\mathbf {Ab} ,\otimes _{\mathbf {Z} },\mathbf {Z} )\rightarrow (\mathbf {Set} ,\times ,\{*\})} из категории абелевых групп в категорию множеств. Здесь структурный морфизм {\displaystyle \phi _{A,B}\colon U(A)\times U(B)\to U(A\otimes B)} — это сюръекция, индуцированная стандартным отображением {\displaystyle A\times B\to A\otimes B\to }; отображение {\displaystyle \phi \colon \{*\}\to \mathbb {Z} } переводит синглетон * в 1.